# TS Podbeskidzie Bielsko-Biała
A Podbeskidzie Bielsko-Biała egy labdarúgócsapat Bielsko-Białában, Lengyelországban. A csapatot 1995-ben alapították. Jelenleg a lengyel labdarúgó-bajnokság első osztályában szerepelnek.

## Története
A Bielitzer Fussball Klub-ot 1907-ben alapították. Később átkeresztelték és Bielitz-Bialaer Sport Verein (BBSV) lett az új elnevezés. 1935-ben kapta a lengyeles Bielsko-Bialskie Towarzystwo Sportowe Bielsko nevet. 1968-ban egyesült a KS Włókniarz együttesével és 1995-ben egy harmadik Bielsko-Białai csapat is beolvadt. A ma is használatos TS Podbeskidzie Bielsko-Biała klubnév ekkor született meg. Az Ekstraklasa mezőnyének a 2010–2011-es szezontól a 2015-2016-os szezon végéig volt tagja, majd négy évnyi másodosztályú szereplést követően a 2019-2020-as szezon végén jutott fel ismét a legmagasabb osztályba.

## Sikerei
- II. osztály
  - 2. hely: 2011
- Lengyel kupa
  - Elődöntő: 2011, 2015

## Ismertebb játékosok
| - François Endene Elokan - Abel Salami - Mieczysław Agafon - Jarosław Bujok - Grzegorz Burandt - Marcin Cabaj - Mateusz Cieluch - Daniel Dubicki - Tomasz Fornalik - Piotr Gierczak - Arkadiusz Gołąb - Błażej Jankowski - Tomasz Jodłowiec - Adam Kompała | - Łukasz Merda - Sebastian Olszar - Grzegorz Pater - Grzegorz Podstawek - Błażej Radler - Mariusz Sacha - Paweł Sibik - Adrian Sikora - Paweł Sobczak - Marek Sokołowski - Andrzej Szłapa - Grzegorz Więzik - Krzysztof Zaremba |

## Külső hivatkozások
- Hivatalos web-oldal